# Amunicja pistoletowa

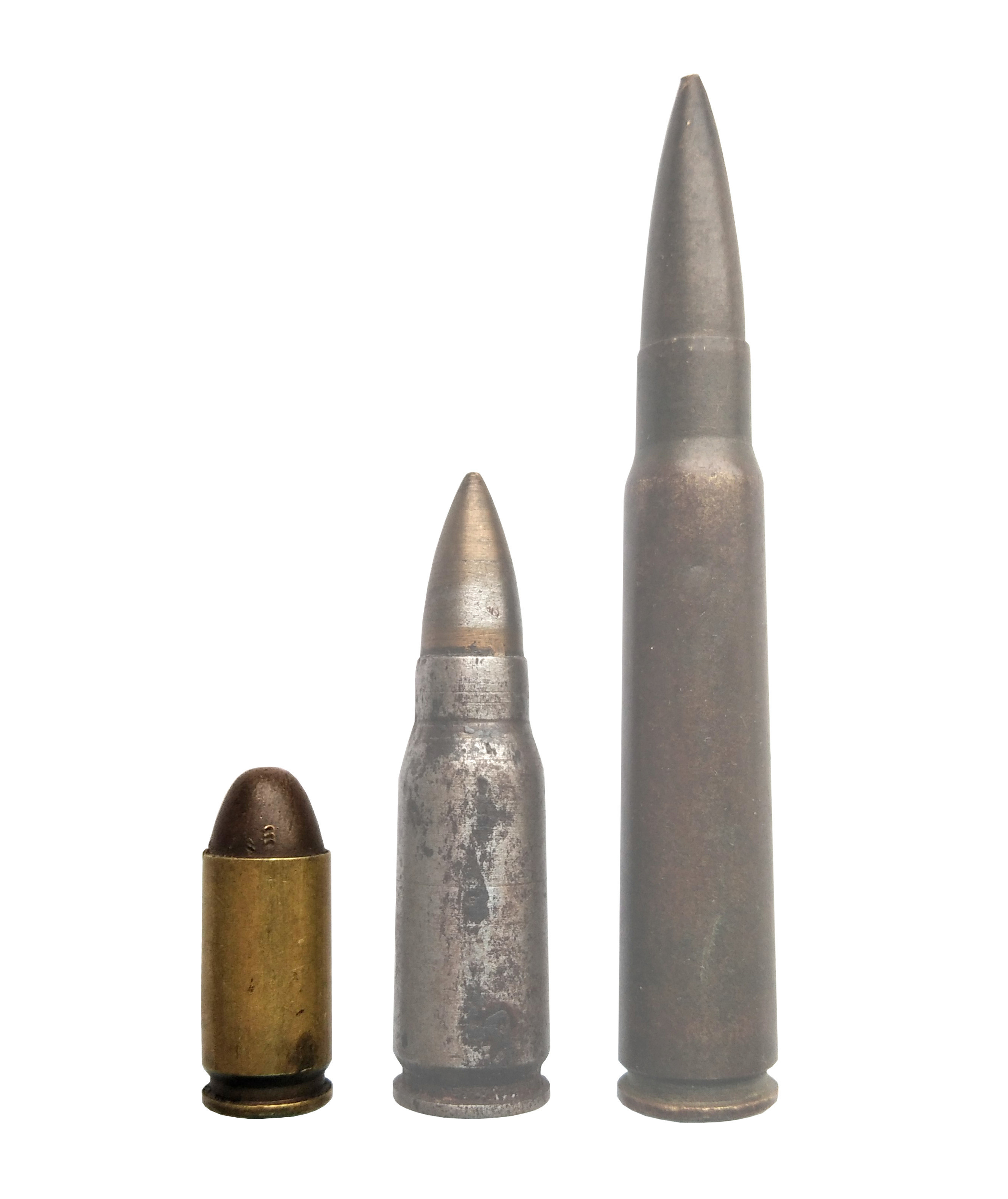
Od lewej:
9 × 19 mm (nabój pistoletowy)
7,92 × 33 mm (nabój pośredni)
7,92 × 57 mm (nabój karabinowy)

Amunicja pistoletowa – rodzaj amunicji zespolonej, przeznaczonej do zasilania pistoletów i pistoletów maszynowych.
Większość naboi pistoletowych ma łuski cylindryczne, rzadziej stosowane są łuski butelkowe. Typowe naboje pistoletowe mają łuski z kryzą niewystającą zwaną wtokiem.
Do najbardziej popularnych należą:
- 6,35 mm Browning (.25 ACP) – amunicja do pistoletów kieszonkowych.
- 7,65 mm Browning (.32 ACP) – przed II wojną światową najczęściej spotykany nabój pistoletowy, obecnie stosowany wyłącznie w małogabarytowych pistoletach przeznaczonych do skrytego przenoszenia.
- 9 mm Parabellum (9 mm NATO) – standardowy nabój pistoletowy NATO.
- 11,43 mm Colt (.45 ACP) – do początku lat 80. standardowy nabój pistoletowy Sił Zbrojnych Stanów Zjednoczonych.

Typowe naboje pistoletowe mają kaliber 6,35-11,43 mm, rzadsze są naboje o kalibrze mniejszym (np. 5,45 mm PSM) i większym (.50 AE (12,7 mm)). Najpowszechniej używana jest amunicja pistoletowa kalibru 9 mm (przede wszystkim 9 mm Parabellum). 
Długość łuski nabojów pistoletowych wynosi od 15,5 mm (6,35 mm Browning) do 33 mm (Nabój .50 AE).